# На полпути в Париж
«На полпути в Париж» — российский фильм (драма) режиссёра Ярополка Лапшина, вышедший на экраны в 2001 году.
Фильм о драме российской научной интеллигенции в постперестроечной России, хотя первоначальная версия сценария была написана за 25 лет до того момента, как в 1998 году фильм попал в производство.
Когда было отснято 3/4 материала, фильм был законсервирован из-за прекращения финансирования.

## Сюжет
1990-е годы. Матвей Терентьевич Данилов, крупный российский учёный, академик, лишившись возможности продолжать свою научную работу на Родине, вынужден уехать во Францию, где ему гарантированы все условия для продолжения важных для него и для науки изысканий.
Тем не менее сам Матвей Терентьевич отъезду вовсе не рад. Решение уехать из России далось ему нелегко. После последней для него в России научной конференции, прошедшей в далёком сибирском городе, Матвей Терентьевич на день заезжает в село, где прошло его детство.
Матвей встречается со своей сестрой Груней, с другом детства, всю жизнь проработавшим здесь трактористом, с женщиной, когда-то в юности любившей его, становится гостем на деревенской свадьбе.
Все эти встречи и события заставляют Матвея по новому взглянуть на свою жизнь, пережить ностальгию, хотя он ещё не покинул Родину. В смятённых чувствах уезжает он из родной деревни, и авторы фильма оставляют открытым вопрос: переменил ли он своё решение об отъезде за границу.

## В ролях
- Владимир Андреев — Матвей Терентьевич Данилов
- Аристарх Ливанов — Анатолий Фалалеев
- Юрий Назаров — Прохор Мурашов
- Михаил Глузский — дед Авдей (последняя роль в кино)
- Людмила Зайцева — Пелагея
- Наталия Потапова — Анна, официантка
- Любовь Соколова — Груня
- Виталий Краев
- Константин Шавкунов
- Александр Пашков — тракторист Сергей
- Алексей Щипанов — эпизод
- Ольга Бутакова — эпизод
- Валерий Величко — эпизод
- Софья Тиунова — Груня (доигрывала за умершую Любовь Соколову)
- Павел Федосеев — эпизод (последняя роль в кино)
- Юрий Алексеев — эпизод
- Роман Володькин — эпизод
- Екатерина Живоглядова — эпизод
- Вячеслав Кириличев — эпизод
- Андрей Кылосов — эпизод
- Татьяна Приходько — эпизод
- Иван Шилко